# Zmierzch świata
Zmierzch świata – trzecia część serii Księgi Pięciorga napisanej przez Anthony’ego Horowitza. Akcja tej części rozgrywa się kilka miesięcy przed wydarzeniami Mrocznej gwiazdy.

## Fabuła
Jamie i Scott Tyler, pracują u Dona White’a jako telepaci. Jednak ich sztuczki nie są z udziałem mikrofonów czy podsłuchów, ale wrodzonych zdolności nadprzyrodzonych. Z tego powodu pracownicy Korporacji Nightrise chcą porwać chłopców do eksperymentów. Tymczasem chłopcy odgrywają swoje role w spektaklu. Jakaś kobieta chętna do pomocy przy zadaniach, pokazuje im czyjeś zdjęcie. Nagle Scott mówi, że chłopiec ma na imię Daniel i że został porwany. Przedstawienie kończy się. Chłopcy są w garderobie, słyszą warczenie psa. Jamie orientuje się, że są to dziwni mężczyźni, którzy siedzieli na widowni. Razem ze Scottem uciekają. Nagle strzałka z broni jednego z mężczyzn trafia w policzek Scotta, który pada na ziemię. Jamiego ratuje tajemnicza kobieta z widowni. Proponuje mu pomoc. Razem trafiają na ślad korporacji Nightrise. Używając swoich zdolności Jamie wyciąga od jednego z mężczyzn, którzy ich ścigali, informacje, gdzie jest Scott. Wpływowy znajomy Alicii (kobiety, która pomaga Jamiemu)- senator Trelawney, kandydat na prezydenta, umożliwia Jamiemu trafienie do poprawczaka na pustyni, tam gdzie przebywa Scott. Tam poznaje Joego Feathera, który pomaga mu dostać się do Scotta. Niestety okazuje się, że Scotta zabrali nim Jamie przyjechał. Uwalniają tylko Daniela, porwanego syna Alicii. Podczas ucieczki z więzienia, Jamie dostaje strzał z broni palnej w plecy, koło łopatki. Szamanka (Joe jest Indianinem) nie zdołała go uratować, Jamie umiera.
Trafia do dziwnej krainy, pełnej trupów i zostaje zaatakowany przez dziwne stworzenie, pół człowieka-pół skorpiona. Jamie chwyta miecz i czuje, że w pełni nad nim panuje. Rani potwora, którego dobija dziewczyna razem z trzema towarzyszami. Cieszy się z widoku Jamiego choć on jej nie zna. Dziewczyna nazywa go Sapling, zdziwiona jest, że jej nie poznaje, ale zabiera go do Miasta Kanałów, tymczasowego obozowiska ludzi walczących przeciwko Pradawnym Istotom. Tam Jamie orientuje się, że wszyscy uważają go za Saplinga, cieszą się, że żyje. Dziewczyna, która go przyprowadziła Scar, tłumaczy mu, kim jest Sapling oraz kim jest Pięcioro i co nastąpi następnego dnia  (czyli ostatnia bitwa z Pradawnymi Istotami. Jamie otrzymuje miecz Saplinga i jego tarczę. Poznaje Finna, przyjaciela Scar oraz dwóch jej pozostałych towarzyszy – braci Coringa i Erina. Następnego dnia następuje bitwa. Jamie i Scar czekają ukryci na wzgórzu za drzewami. Matt i Flint prowadzą armię na Pradawne Istoty. Inti ma dopiero dotrzeć na bitwę. Zaczyna się walka, w której większe szanse mają przeciwnicy. Nagle pojawia się Inti, wtedy Scar i Jamie włączają się do bitwy. Docierają do króla Pradawnych Istot. Pięcioro zabija króla Pradawnych Istot, bitwa się kończy. Pradawne Istoty pochłania czarna dziura utworzona na niebie. Rozstępują się chmury na niebie, z powrotem widać słońce i gwiazdy. Lasy i trawy zielenią się, rzeki nie są już zatrute. Następnego dnia po bitwie Matt wyjaśnia Jamiemu, że znalazł się w przeszłości (10 tys. lat wcześniej, w czasie pierwszej wojny z Pradawnymi Istotami), że Sapling, odpowiednik Jamiego w tym świecie nie żyje, co był częścią planu – jeśli ktoś z Pięciorga zostałby zabity jego drugie ja cofnie się w czasie lub odwrotnie, aby zastąpić tę osobę. Pradawne Istoty o tym nie wiedziały i sądziły, że jak zabiją Saplinga to moc Pięciorga jest zniszczona. Dlatego pozwoliły wymknąć się z pułapki Intiemu. Matt wyjaśnia, że wraz z Inti zbuduje drugie wrota (pierwsze powstaną w miejscu, gdzie zabili króla), oraz że istnieje jeszcze 25 tajemnych przejść między różnymi miejscami i kontynentami – tak mogą się odnaleźć. Po tym Matt odchodzi, a Jamiego zostawia z orłem, który przyleciał. Jamie idzie za orłem i wpada do rzeki. Trafia z powrotem do swojego świata (szamanka wezwała swoją moc duchową, aby sprowadzić jego duszę). Jamie wraca do zdrowia, jedzie z Danielem do Alicii. Alicia w podzięce za uratowanie syna, upiera się pomóc odnaleźć Scotta. Nagle Jamie widzi wiadomości a w nich senatora Trelawney, który jedzie do Auburn rodzinnego miasta na swoje urodziny. Poznaje jedną figurę w mieście – widywał ją w snach postać mówiła:
| – On ma go zabić… – Kogo?... Scotta? – Nie, chłopcze. Nic nie rozumiesz… |

Jamie nagle rozumie, że Korporacja Nightrise popiera swojego kandydata Charlesa Bakera, lecz to Trelawney prowadzi w sondażach. A krajem rządzonym przez Bakera łatwiej będzie Pradawnym Istotom zapanować nad wszystkim. Scott ma zabić senatora, wykorzystując swoją moc telepatyczną. Alicia natychmiast jedzie z Jamiem do Auburn. Jamie nie może powstrzymać Scotta, nie może przebić się do jego umysłu. Manipuluje więc mężczyzną którym steruje Scott i w ostatniej chwili rozkazuje mu zabić kobietę siedzącą obok Scotta. Kobieta była zła, pracowała dla uwolnienia Pradawnych Istot i na jej zlecenie Scott miał zabić senatora. Jamie idzie do Scotta, podchodzi do nich kobieta, przedstawia się jako Nathalie Johnson i proponuje im pomoc. Mówi, że Jamie i Scott są Strażnikami wrót. Jamie jej wierzy. Nathalie daje im klucze, Alicia jedzie z nimi na lotnisko jednak ono zostało zablokowane przez policję (Jamie jest poszukiwany za rzekome zabójstwo Dona i jego żony, tak naprawdę zabili ich mężczyźni, którzy mieli porwać braci). Podczas ucieczki Scott telepatycznie każe zatrzymać samochód. Jamie przypomina sobie o sekretnych przejściach oznaczonych pięcioramienną gwiazdą. Jedno z nich jest obok ulicy, w jaskini do której ludzie boją się wchodzić. Bracia uciekają i wychodzą w świątyni w Cuzco. Jadą do domu koło pustyni Nazca, gdzie jest Matt i Pedro. Czworo z Pięciorga odnalazło się. Akcja przenosi się, poznajemy dziewczynę o imieniu Scarlett, która musi wracać do domu na rozkaz ojca.